# Arrondissement de Sancerre
Le district de Sancerre est un ancien arrondissement administratif français du Cher, créée le 4 mars 1790. L' Arrondissement de Sancerre a lui été créée le 17 février 1800 et supprimé le 10 septembre 1926.
Le 21 frimaire an VI (11 décembre 1797), Lagrave est commandant de la garde nationale du district de Sancerre. Malfuson est procureur-syndic du district de Sancerre (5 brumaire an VI). Sancerre devient le chef-lieu d’arrondissement en l’An VIII (1800) de la première République. Cette même année, M. Remy Albert est nommé Président du Tribunal d'Arrondissement.

## Démographie
| 1825   | 1830   | 1833   | 1838   | 1846   |
| ------ | ------ | ------ | ------ | ------ |
| 64 463 | 67 228 | 66 790 | 70 907 | 71 275 |

En 1825, l'Arrondissement de Sancerre compte 64 463. et 67 228 habitants en 1830. En 1833, l'Arrondissement de Sancerre est composé de 8 cantons, 76 communes pour un total de 66 790 habitants. Perrin est sous-lieutenant de Gendarmerie en 1828 puis lieutenant, Compagnie du Cher, de 1830 à 1835. En 1838, l'Arrondissement de Sancerre compte 70 907 habitants. En 1846, l'Arrondissement de Sancerre compte 71 275 habitants.
Léonce Melchior (4 mai 1805 à Paris - 25 juin 1877), marquis de Vogüé, conseiller général du Cher en 1839, échoua à la députation dans l' arrondissement de Sancerre en 1842.
En 1926, la sous-préfecture et les autres services administratifs en dépendant sont transférés à Bourges et Vierzon. L' arrondissement de Sancerre cesse d'exister. À la suite de cette décision administrative, Sancerre voit alors son élite intellectuelle fuir. 
Le Chef-lieu d'arrondissement, La Chapelle d'Angillon, Henrichemont, Léré et Vailly sont rattachés à l'arrondissement de Bourges. Argent-sur-Sauldre et Aubigny-sur-Nère sont rattachés à l'arrondissement de Vierzon. Sancerre devient un canton.

## Chefs-lieux des justices de paix ou des cantons
- La Chapelle d'Angillon
- Argent
- Aubigny
- Henrichemont
- Léré
- Sancergues
- Sancerre
- Vailly